# LG Optimus L7 II
De LG Optimus L7 II is een smartphone van het Zuid-Koreaanse bedrijf LG. Het toestel is het high-endtoestel van de tweede generatie 'L-serie', een lijn van smartphones die voor gebruikers met weinig geld een goed design en de recentste software wil bieden. Het toestel is geïntroduceerd tijdens het MWC 2013 in Barcelona, samen met de Optimus L3 II, L5 II en de nieuwe Optimus F-serie. Het toestel komt alleen uit in het zwart.

## Software
In tegenstelling tot zijn voorganger, de LG Optimus L7, draait het standaard niet op Android 4.0, maar op versie 4.1.2. Boven op het besturingssysteem heeft LG zijn eigen interface gelegd, vergelijkbaar met Sony's Timescape UI en Samsungs TouchWiz. De interface legt veel nadruk op de kleur wit. Ook heeft LG het vergrendelingsscherm aangepast. Door van een bepaalde applicatie toe te slepen, gaat men onmiddellijk naar die applicatie toe.

## Hardware
De smartphone heeft een IPS-lcd-scherm van 4,3 inch groot met een resolutie van 800 bij 480 pixels, wat uitkomt op 217 pixels per inch. Onder het scherm bevinden zich 3 knoppen, een capacitieve terugknop, de fysieke thuisknop en een capacitieve menuknop. Onder de thuisknop bevindt zich tevens een notificatielampje. In het toestel zelf bevindt zich een batterij van 2460 mAh en een dualcore-processor van 1 GHz. Op de L7 II zitten een camera van 5 megapixel met een led-flitser aan de achterkant en een camera aan de voorkant om mee te kunnen videobellen.